# Apotrechus nigrigeniculatus
Apotrechus nigrigeniculatus är en insektsart som beskrevs av Liu, Xiangwei och Haisheng Yin 2002. Apotrechus nigrigeniculatus ingår i släktet Apotrechus och familjen Gryllacrididae. Inga underarter finns listade i Catalogue of Life.